# Fritz Reuter
Pour les articles homonymes, voir Reuter.
Fritz Reuter, de son vrai nom Heinrich Ludwig Christian Friedrich Reuter (né le 7 novembre 1810 à Stavenhagen, mort le 12 juillet 1874 à Eisenach) est un poète et écrivain en bas allemand.

## Biographie

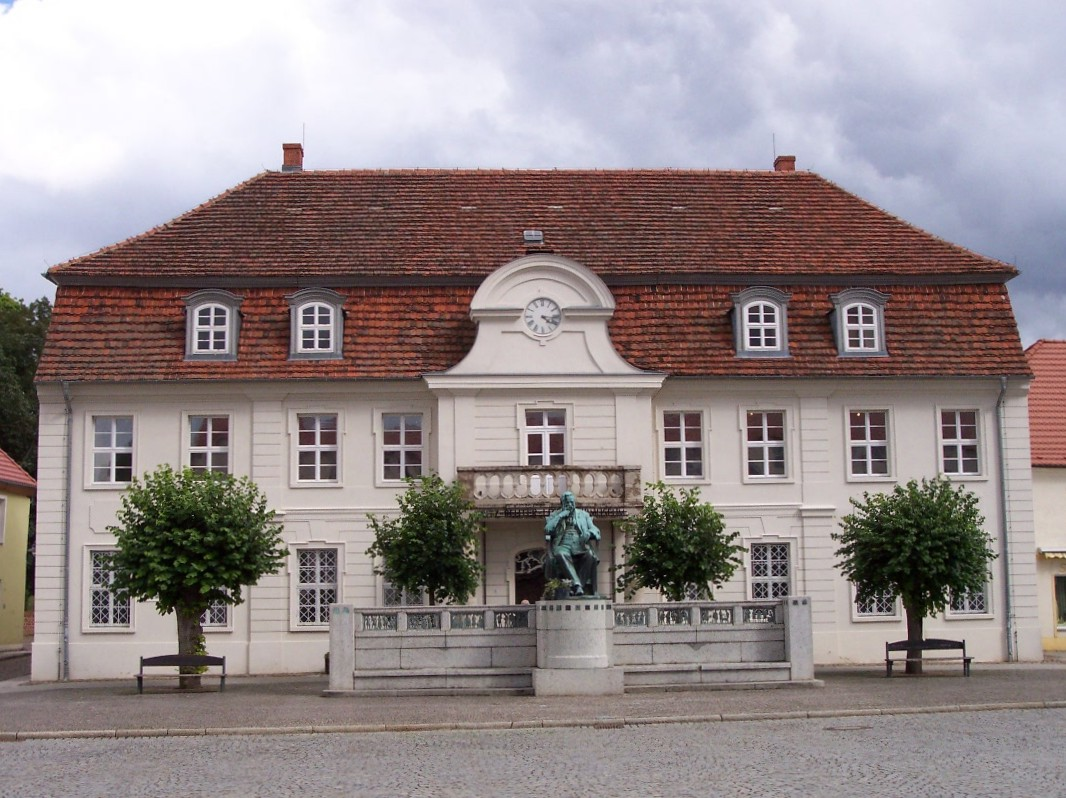
Ancienne mairie de Stavenhagen, maison natale de Fritz Reuter, devenue un musée sur l'écrivain

Fritz Reuter naît dans la mairie de Stavenhagen. Ses parents sont le maire, le juge Johann Georg Reuter (1776-1845) et son épouse Johanna (1787-1826), fille du maire et juge de la ville de Tribsees, Nikolaus Gottfried Bernhard Ölpke. Après la naissance de son deuxième fils en 1812, la mère est paralysée à vie, le garçon meurt à l'âge de deux ans seulement. Le père a alors de nombreuses relations extraconjugales qui donneront naissance à quatre demi-sœurs, dont deux seront légitimées.
Entre-temps, il est le seul garçon dans une école pour filles jusqu'à 13 ans où, durant un an, il reçoit une instruction à la maison de la part de ses parents, de leurs proches et d'amis enseignants. À 14 ans, il rejoint avec son cousin August Reuter une école à Friedland. Son père est déçu par ses mauvais résultats scolaires et son indiscipline. Le jeune Reuter souhaite être peintre. Grâce à Friedrich Ludwig Jahn et à son professeur Carl Horn, un membre du Lützowsches Freikorps, il est sensible aux idées de la Urburschenschaft, notamment à celle de la démocratie.
Sa mère meurt en 1826. En 1827, son père souhaite l'envoyer dans un gymnasium à Parchim, mais en raison du manque de concentration et du retard scolaire, il n'intègre pas la classe première. C'est possible l'année suivante. Peu à peu, les relations entre le père et le fils se détériorent. Il obtient son certificat de fin d'études le 24 septembre 1831.

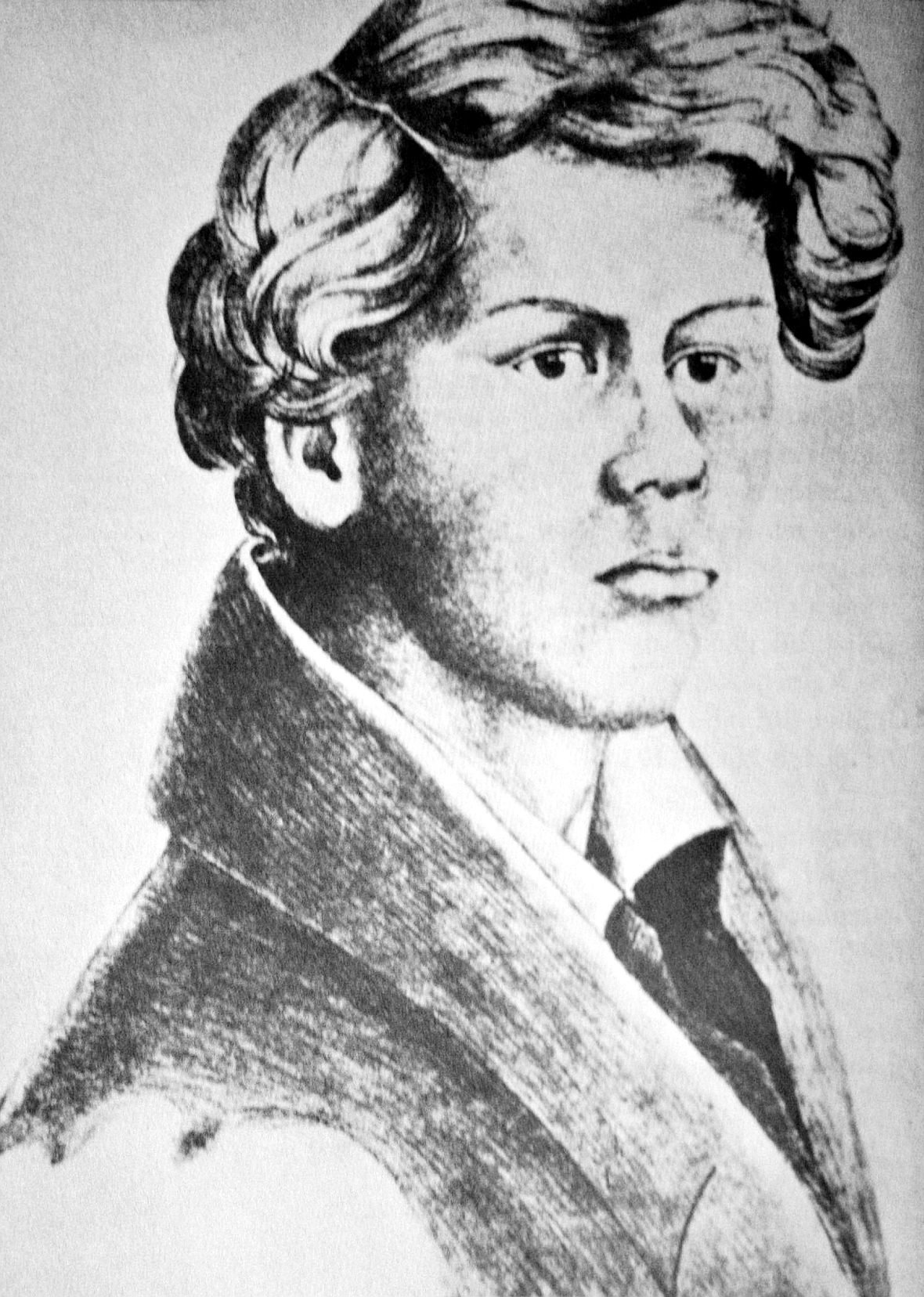
Autoportrait en 1830

Le 19 octobre 1831, Fritz Reuter commence à étudier la jurisprudence, selon la volonté de son père à Rostock,. Il devient ami avec Moritz Wiggers et se brouille avec John Brinckman (de). En mai 1832, il poursuit ses études à Iéna où il rejoint un cercle politique radical. Il quitte cette ville le 19 février 1833 pour aller à Camburg. Il envoie sa candidature à Halle ou Leipzig, mais est refusé.
Le 31 octobre 1833, il est arrêté sur la route entre Stavenhagen et Berlin. Il est emprisonné et condamné à mort le 4 août 1836 pour haute trahison. L'arrêt est prononcé le 28 janvier 1837 mais la peine est convertie à 30 ans de prison puis à huit après l'intervention du grand-duc de Mecklembourg. Reuter est transféré à Głogów (mi-mars 1837) puis Magdebourg (mi-mars 1837), Grudziądz (15 mars 1838) et enfin à Dömitz (20 juin 1838). Il est libéré le 25 août 1840.
Après avoir essayé de reprendre ses études à Heidelberg, il s'installe chez son oncle, pasteur à Jabel. Il devient ensuite bénévole dans des œuvres à Faulenrost. Il fait alors la connaissance de Luise (de), la fille du pasteur de Roggenstorf, qui devient son épouse. Elle travaille alors comme enseignante de maternelle à la maison du pasteur Augustin. Le 3 mars 1845, le père de Fritz Reuter meurt, après avoir renié son fils. Il commence une activité littéraire d'abord en haut allemand puis en bas et commence à être estimé. En avril 1850, il arrive à Treptow (aujourd'hui Altentreptow) et travaille comme professeur privé de dessin et de gymnastique. Il devient citoyen prussien et conseiller municipal. Le 16 juin 1851, il épouse Luise.
En 1853, il obtient son premier succès littéraire avec Läuschen un Rimels (Anecdotes et comptines) qui se vend à 1 200 exemplaires en quelques semaines. En 1856, il s'installe près de Neubrandenbourg, successivement dans quatre habitations, pour se consacrer pleinement à son activité littéraire en plein succès. En 1859, Dethloff Carl Hinstorff devient son éditeur et contribue à faire connaître encore davantage l'œuvre de Reuter.
L'université de Rostock lui décerne un doctorat honorifique en 1863. La même année, le couple s'installe à Eisenach. Au début, Reuter ne souhaite pas rester en Thuringe, mais il fait construire près du château de la Wartbourg entre 1866 et 1868 d'après les plans de Ludwig Bohnstedt une villa de style néo-Renaissance (aujourd'hui le Reuter-Wagner-Museum (de)). Fritz Reuter meurt ici le 12 juillet 1874 à l'âge de 63 ans.

## Œuvre

### Œuvres choisies
Entre parenthèses, l'équivalent du titre en allemand
- Läuschen un Rimels (Schwänke und Reime), mehrere Bände ab 1853; Neuauflage: Hinstorff, Rostock 1995,  (ISBN 3-86167-031-3)
- Meine Vaterstadt Stavenhagen, 1856, erweitert 1861, Neuauflage: Hinstorff, Rostock 1997,  (ISBN 3-86167-094-1)
- Ut de Franzosentid (Aus der Franzosenzeit), 1859, Neuauflage: BookSurge Publishing, 2001,  (ISBN 0-543-89389-8)
- Hanne Nüte un de lütte Pudel (Eine Vogel- und Menschengeschichte), 1860, Neuauflage: Hinstorff, Rostock 1995,  (ISBN 3-356-00637-1)
- Abendteuer des Entspekter Bräsig (Abenteuer des Inspektors Bräsig, hdt., Hinstorff, Rostock 1999,  (ISBN 3-356-00017-9)), 1861, Neuauflage: Hinstorff, Rostock 1999,  (ISBN 3-356-00017-9)
- Ut mine Festungstid (Aus meiner Festungszeit), 1862; Neuauflage: Hinstorff, Rostock 1997,  (ISBN 3-356-00746-7)
- Ut mine Stromtid (Aus meiner Volontärszeit), 1862; Neuauflage: Hinstorff, 2008,  (ISBN 3-356-01263-0) – in der hdt. Ausgabe als Das Leben auf dem Lande, Manscriptum, 2005,  (ISBN 3-937801-00-6)
- Dörchläuchting, 1866; Neuauflage: Hinstorff, Rostock 1994,  (ISBN 3-356-00585-5)
- De Urgeschicht’ von Meckelnborg (Die Urgeschichte Mecklenburgs), 1874; Neuauflage: Hinstorff, Rostock 1996,  (ISBN 3-356-00573-1)

### Poèmes choisis
- Ik weit einen Eikbom, de steiht an de See (Ich weiß einen Eichenbaum, der steht an der See)
- De Koppweihdag’ (mit der zum Zitat gewordenen Zeile „Wat is woll gaud för Koppweihdag’?“ - Was ist wohl gut für die Kopfwehtage?)
- De Reknung ahn Wirt[3]

### Édition en français
- En l'année 1813, épisode de la vie militaire des Français en Allemagne. Roman traduit par E. Zeys, Hachette, 1880.

### Source, notes et références
- (de) Cet article est partiellement ou en totalité issu de l’article de Wikipédia en allemand intitulé « Fritz Reuter » (voir la liste des auteurs).

1. ↑   Matrikelbuch der Universität Rostock: Juli 1791 - Juli 1841
2. ↑   Immatrikulation von Fritz Reuter im Rostocker Matrikelportal
3. ↑  Die obigen drei Gedichte sind aus: Echtermeyer (de), Deutsche Gedichte. Von den Anfängen bis zur Gegenwart. Neugestaltet von Benno von Wiese (de), August Bagel Verlag, Düsseldorf 1960 (491.-525. Tausend) - ohne ISBN